# 張肯堂
張肯堂（？—1651年），字載寧，號鯤淵、鯢淵。直隸松江府華亭縣（今上海市松江區）人，明朝末年政治人物。

## 生平
天啟五年（1625年）進士。授河南浚县知县。崇祯七年（1634年）擢御史。崇禎十五年（1642年）迁大理寺丞，不久擢都察院右佥都御史，巡抚福建。
清兵入關後追隨南明隆武帝，隆武被清兵俘虜後，肯堂遁入舟山，隨宗室魯王朱以海，曾為大学士，永曆五年（清顺治八年，1651年），清軍破舟山，張肯堂自殺殉國。清乾隆四十一年（1776年）賜專諡忠穆。

## 著作
张肯堂有《莞尔集》20卷，已失传。有《㽦辞》十二卷，為其在浚县任內裁决之大小难案汇编，收录判牍308则。

## 家族
張肯堂自殺時，全家共同殉難。清軍進入其家，發現27具遗骸。除了其家屬，還有他的门生苏兆人和所屬部将全都自殺。清軍非常驚訝，只好關門離開。張肯堂生前將後事，委託給其部下都督汝應元辦理，汝應元當時已出家。因為是出家人，得以借其身分協助張家火化遺骸，並在补陀茶山埋葬。汝应元興建宝称庵以掩飾墳墓，防止破壞。沒多久，汝应元去世，宝称庵倒塌，墳墓逐漸被山林所掩蓋。直到清代全祖望知道張肯堂的事跡，才找到墓地，並寫下「明太傅吏部尚书文渊阁大学士华亭张公神道碑铭」紀錄其事。
張肯堂生前要求孙子張茂滋保全性命，保留家族血脈，但張茂滋被清軍俘虜入寧波。直到1652年10月才獲釋，不久後即死亡，張肯堂家族因此絕嗣。

## 延伸阅读
[在维基数据编辑]
 《明史卷二百七十六》，出自《明史》

| 官衔          | 官衔                            | 官衔               |
| ------------- | ------------------------------- | ------------------ |
| 前任： 陳四賓 | 明朝濬縣知縣 1629年－崇禎年間   | 繼任： 李永茂      |
| 前任： 蕭奕輔 | 福建巡撫 崇禎年間上任           | 繼任： 吳之屏      |
| 前任： 阮大鋮 | 南明兵部尚書 隆武元年（1645年） | 繼任： 郭必昌      |
| 前任： 張捷   | 南明吏部尚書 隆武元年（1645年） | 繼任： 曾櫻 （署） |